# Norwegian Pearl (schip, 2006)
De Norwegian Pearl is een cruiseschip van Norwegian Cruise Line.
Men kende de Pearl alvorens passagiers een voet aan boord gezet hadden. Omdat het schip de Eems moest afvaren van de scheepswerf Meyer Werft in Papenburg (Duitsland) naar de Noordzee, werd de toen 84 m hoge elektriciteitslijn over de Eems even stilgelegd, om veiligheidsredenen. Dit veroorzaakte een grote stroomstoring die ervoor zorgde dat half Europa op 4 november 2006 zonder stroom kwam te zitten.
Passagiers kunnen aan boord van de Pearl bowlen op de bowlingbaan en kiezen uit 15 verschillende drankgelegenheden. Verder zijn er veel verschillende activiteiten en faciliteiten aan boord: een zwembad, 6 whirlpools, wellness en fitness, video arcade, jogging track, basket- en volleyterrein, golf driving net, spelletjeskamer, bibliotheek, klimmuur, kunstgalerij, Aqua Kid's Club, Metro Center en de Teens Club. Het schip heeft een tonnage van 92.500 ton en heeft een lengte van 295 meter. Het schip is 33 meter breed en beschikt over 12 dekken. Op het schip werken ongeveer 1.154 bemanningsleden, die o.a. de kajuiten verschonen voor 2.400 passagiers. De passagiers kunnen dineren in 10 restaurants. Op het schip zijn 3 zwembaden aanwezig.